# 錫達羅克鎮區 (北卡羅萊納州富蘭克林縣)
錫達羅克鎮區（英語：Cedar Rock Township）是位於美國北卡羅萊納州富蘭克林縣的一個鎮區。

## 地方資料
錫達羅克鎮區的面積為117.58平方千米，皆為陸地。根據2020年美國人口普查的數據，當地共有人口2969人，而人口密度為每平方千米25.25人。